# Abdón Ubidia
Abdón Ubidia (Quito, Pichincha, 1944) es un escritor y crítico literario ecuatoriano, considerado uno de los más importantes de su generación.

## Trayectoria literaria
Durante la década de los 60 formó parte del movimiento cultural tzántzico. Sus primeros cuentos aparecieron entre 1965 y 1968 en la revista Pucuna.
En 1978 publicó en Bogotá de la mano de la editorial Círculo de Lectores el libro de cuentos Bajo el mismo extraño cielo, donde incluyó su novela corta Ciudad de invierno. El libro lo hizo acreedor al Premio Nacional de Literatura José Mejía Lequerica, el mismo que volvió a ganar en 1986 con su novela Sueño de lobos.
Una de las temáticas centrales en la narrativa de Ubidia ha sido la ciudad de Quito, con sus paisajes urbanos y los cambios producidos en la misma con el paso de los años. Tres de sus novelas exploran estos cambios a lo largo de tres décadas: Ciudad de invierno (1978), novela corta que analiza el boom petrolero de los 70 y sus efectos en el proceso de urbanización de la ciudad; Sueño de lobos (1986), que narra la época de apatía y decepción social de los 80; y La Madriguera (2004), que retrata la sociedad quiteña de fin de siglo en medio de la crisis financiera de 1999. Esta última le valió el Premio Joaquín Gallegos Lara a la mejor novela del año.
En el área del relato corto cultivó los géneros de ciencia ficción y fantasía, en particular con su serie "DivertInventos", que incluyó cuatro colecciones de cuentos: Divertinventos (1989), El palacio de los espejos (1996), La escala humana (2008) y Tiempo (2015), que ganó el Premio Joaquín Gallegos Lara en la categoría relato. De acuerdo a Ubidia, en adición a crearlos como piezas literarias, su principal motivación al componer estos cuentos era presentar varias temáticas relacionadas al pensamiento científico y filosófico contemporáneo a un público juvenil.
El 9 de agosto de 2012 el presidente Rafael Correa le entregó el Premio Nacional Eugenio Espejo, considerado el mayor galardón cultural ecuatoriano, en reconocimiento a su trayectoria literaria.

## Obras
Cuentos
- Bajo el mismo extraño cielo (1978), incluye las novelas cortas Ciudad de invierno y La enmienda[5]
- Divertinventos (1989)
- El palacio de los espejos (1996)
- La escala humana (2008)
- Tiempo (2015)[11]

Novelas
- Sueño de lobos (1986)
- La Madriguera (2004)[12]
- Callada como la muerte (2012)
- La hoguera huyente (2018)

Otros
- Adiós Siglo XX (2002), teatro
- La aventura amorosa y sus personajes (2011), ensayo[13]
- Elogio del pensamiento doble (2019), aforismos[14]